# The Luck of the Irish
The Luck of the Irish é um filme norte-americano produzido originalmente pelo Disney Channel e lançado em 2001. Foi exibido no mês de março pelo canal, para comemorar o dia de St. Patrick.

## Enredo
Kyle Johnson (Ryan Merriman) é um jogador de basquete popular na escola secundária que nunca soube sobre a sua herança. Ele tem um amigo chamado Russell Halloway (Glenndon Chatman). Kyle é a pessoa mais sortuda da escola. Ele está sempre achando dinheiro na rua, então ele não tem dinheiro para trazer o almoço, ele nunca erra uma cesta quando joga basquete, e quando ele não terminou a sua prova de estudos sociais, ele chutou todas as respostas e as acertou.
Um dia, ele visita um carnaval Irlandês, onde ele descobre que não pode parar de dançar passo junto com a música folclórica irlandesa. Ele é derrubado por um dos carnies, e quando se levanta, percebe que algo se sente diferente. No dia seguinte, ele tem o mais azarado dia de sua vida. Ele perde o dinheiro do almoço, ele não encontra o seu dever de casa, e ele erra todas as cestas no jogo de basquete.
Ao longo dos próximos dias, a mãe de Kyle, de repente lhe revela que eles são irlandeses. Ela começa a fazer as coisas da Irlanda, tal como cozinhar café da manhã na lareira e falando com sotaque. Coisas estranhas começam a acontecer com Kyle: suas orelhas ficam pontiagudas, seu cabelo começa a ficar vermelho, e ele começa a diminuir. Durante a aula de ciências, ele percebe que alguém roubou a sua moeda de ouro de sorte (a moeda falsa foi atraída por um ímã e ouro real não é magnético).
Kyle se apressa casa para descobrir que sua mãe diminuiu 30 centímetros. A verdade é então revelado a Kyle que sua mãe é uma duende de uma família de duendes. Kyle está apenas na metade leprechaun, uma vez que seu pai é de Cleveland, Ohio. Nota-se também que a moeda de ouro que ele usava era a moeda O'Reilly (nome de solteira da mãe de Kyle), uma moeda mágica. A moeda, quando na posse do membro mais novo da família, permite que todos os duendes da família se passem por seres humanos normais, e traz boa sorte a todos eles. Mas desde que a moeda foi roubada, a família ficou azarenta, e voltando às suas formas reais.
Kyle também descobre que ele tem um avô de 200 anos de idade, que esteve em uma longa contenda com sua mãe. Mas quando Kyle, sua família e seus amigos se unem, eles decidem correr atrás de uma darrig agora chamado Seamus que roubou sua sorte (a moeda de ouro). No processo de obtenção da moeda de volta, Kyle descobre que seu passado não é sempre tão importante quanto o presente, mas faz você quem você é. Kyle também tem que fazer algumas apostas sérias e arriscadas com o mal leprechaun Seamus, e às vezes leva mais do que sorte para triunfar em face da adversidade. Kyle derrotas Seamus e o exila no Lago Erie.

## Elenco
- Ryan Merriman - Kyle Johnson
- Henry Gibson - Reilly O'Reilly
- Alexis Lopez - Bonnie Lopez
- Glenndon Chatman - Russell Halloway
- Marita Geraghty - Kate O'Reilly Johnson/Kate Smith
- Paul Kiernan - Bob Johnson/Robert Smith
- Timothy Omundson - Seamus McTiernan
- Duane Stephens - Patrick
- Charles Halford - McDermot
- Chelsea Chaney - Extra